# Camponotus lauensis
Camponotus lauensis är en myrart som beskrevs av Mann 1921. Camponotus lauensis ingår i släktet hästmyror, och familjen myror. Inga underarter finns listade.